# Atlas (film 2021)
Atlas è un film del 2021 diretto da Niccolò Castelli.

## Trama
Racconta il dramma di Allegra (personaggio di fantasia), sopravvissuta all'attentato di Marrakech del 28 aprile 2011 in cui persero la vita diciassette persone, tra cui i tre amici che erano con lei. Devastata nel fisico per le ferite riportate e nell'anima per il trauma psicologico e il lutto subiti, viviamo la sua storia attraverso continui flashback. La vita prima del terribibile evento, la passione per l'arrampicata con gli amici, il lavoro che amava. Poi il viaggio verso le montagne dell'Atlante e l'esplosione al Cafè Argana di Marrakech. Il ricovero in terapia intensiva, la lunga e dolorosa riabilitazione, il dramma di essere l'unica sopravvissuta, la perdita degli amici, i lutti dei loro famigliari. Poi un giorno i sospetti verso un mediorientale con la custodia di uno strumento musicale. Inizia a pedinarlo e irrompe nella sua vita ma quando lo conosce scopre una realtà ben diversa, quella di un rifugiato che ha subito un destino simile al suo.
Il film è liberamente ispirato alla vera storia della ragazza ticinese unica sopravvissuta tra quattro amici che si trovavano al Café Argana il giorno dell'attentato dinamitardo e che ha recentemente pubblicato un'autobiografia.

## Distribuzione
Il film è stato distribuito nelle sale cinematografiche italiane a partire dall'8 luglio 2021.